# La Queency
Francina Gorina i Martines (Terrassa, 1997), més coneguda pel nom artístic de La Queency, és una cantant catalana independent de música urbana. Fundadora del col·lectiu no mixt de dones artistes i segell discogràfic independent El Pecado.

## Trajectòria
Va estudiar l'escola pública La Roda, al barri de Sant Pere Nord de Terrassa. Més tard a l'Institut Montserrat Roig i finalment a la Universitat Autònoma de Barcelona (UAB), on va començar Ciències Econòmiques. Abans havia participat del Seminari Taifa i d'altres seminaris d'economia crítica, però després d'un semestre i adonar-se que s'ometia l'estudi de Karl Marx la va deixar per a estudiar Sociologia, que va acabar en plena pandèmia. Ha militat a l'Assemblea Estudiants de Terrassa i a les Assemblees de Facultat.
Es va donar a conèixer la tardor de 2019 amb la cançó «Urkinaona», inspirada en les protestes contra la sentència del judici al procés independentista català, i més endavant amb «Free Pablito», en col·laboració amb la cantant Cooba, arran de l'empresonament del raper Pablo Hasél.
Després de diversos senzills, el 25 de juny de 2021 va publicar de forma independent la mixtape de debut Pussy roig. Les lletres versen sobre les coses que viu, sovint influïdes per problemàtiques socials: «he cantat per a la llibertat de Pablo Hasél, en contra de l'empresonament dels presos polítics o a favor del dret a l'habitatge, però perquè anar a manifestacions o aturar desnonaments són coses que faig en el meu dia a dia». També sovinteja les referències a temes sexuals, amb un caràcter despreocupat i sempre des del punt de vista d'una dona empoderada com a «Posa't rumantik» o «Costa Brava».

## Discografia
- Pussy Roig (2021)[5]